# Lijst van voetbalinterlands Duitsland - Servië en Montenegro
Deze lijst van voetbalinterlands is een overzicht van alle officièle voetbalwedstrijden tussen de nationale teams van Duitsland en Servië en Montenegro. De landen speelden in totaal een keer tegen elkaar. Dat was een vriendschappelijke wedstrijd op 30 april 2003 in Bremen.

## Wedstrijden
| № | Plaats | Datum         | Competitie        | Wedstrijd                        | Uitslag |
| - | ------ | ------------- | ----------------- | -------------------------------- | ------- |
| 1 | Bremen | 30 april 2003 | Vriendschappelijk | Duitsland – Servië en Montenegro | 1 – 0   |

## Samenvatting
| Competitie        | Totaal gespeeld | Winst Duitsland | Gelijk | Winst Servië en M. | Doelsaldo Duitsland – Servië en M. |
| ----------------- | --------------- | --------------- | ------ | ------------------ | ---------------------------------- |
| Vriendschappelijk | 1               | 1               | 0      | 0                  | 1 − 0                              |
| Totaal            | 1               | 1               | 0      | 0                  | 1 − 0                              |

Wedstrijden bepaald door strafschoppen worden, in lijn met de FIFA, als een gelijkspel gerekend.

## Details

### Eerste ontmoeting
| Vriendschappelijk (Bremen, Duitsland, 30 april 2003): |              | |
| Duitsland | 1 – 0        | Servië en Montenegro |
| Sebastian Kehl 60' | goals        | |
| Rudi Völler | bondscoach   | Dejan Savićević |
| Frank Rost Arne Friedrich 66' Frank Baumann Christian Wörns Michael Hartmann Slawomir Freier 72' Carsten Ramelow Sebastian Kehl Torsten Frings Fredi Bobic 46' Kevin Kuranyi 76'                                                   | opstellingen | Dragoslav Jevrić 46' Zoran Mirković Nemanja Vidić Dejan Stefanović Mladen Krstajić 78' Nenad Kovačević 80' Nikola Malbaša 84' Goran Trobok Savo Milošević 72' Zvonimir Vukić 61' Nenad Jestrović |
| Miroslav Klose 46' Andreas Hinkel 66' Gerald Asamoah 72' Benjamin Lauth 76' | wissels      | 46' Nikola Lazetić 61' Predrag Mijatović 72' Branko Bošković 78' Nenad Brnović 80' Jovan Markovski 84' Ivica Ilijev                                                                              |
| | gele kaarten | ??' Nikola Malbaša ??' Savo Milošević |
| - Debuut van Andreas Hinkel (VfB Stuttgart) en Michael Hartmann (Hertha BSC) voor Duitsland. - Debuut van Ivica Iliev (Partizan Belgrado), Jovan Markoski (FK Železnik) en Nenad Jestrović (Anderlecht) voor Servië en Montenegro. |              | |